# 五臭化リン
五臭化リンは化学式PBr5の鮮やかな黄色の固体であり、固体の場合はイオン結晶PBr4+Br-であるが、気体状態ではPBr 3 とBr2に完全に分解される。このとき、15Kまで急冷すると、イオン性化合物が生成される[PBr4]+[Br3]-。
有機化学では、カルボン酸を臭化アシルに変換するために使用される。腐食性が強く、丁寧な保管が求められる。100℃以上で分解し、三臭化リンと臭素を生成する：
PBr5 → PBr3+Br2
さらに反応してPBr7（[PBr4]+[Br3]-)。